# You Only Live Twice (livro)
You Only Live Twice é um romance de espionagem escrito pelo autor britânico Ian Fleming e o décimo segundo livro da série James Bond. A história acompanha o agente secreto britânico James Bond que, após meses sofrendo pelo assassinato de sua esposa Tracy, é enviado ao Japão e encarregado de matar um homem que ele descobre ser Ernst Stavro Blofeld, seu assassino. Este romance é o terceiro e último da chamada "Trilogia Blofeld", que começou em Thunderball e continuou em On Her Majesty's Secret Service. Foi publicado pela primeira vez no Reino Unido em 26 de março de 1964 pela editora Jonathan Cape.
Fleming escreveu o romance nos primeiros meses de 1963 em sua propriedade Goldeneye na Jamaica. Ele muito se inspirou em uma viagem que tinha feito ao Japão em 1959 como parte de uma volta ao mundo que depois publicou no livro Thrilling Cities. Fleming, como em muitas de suas obras anteriores, usou detalhes de eventos e pessoas que conhecia para moldar personagens e situações. You Only Live Twice apresenta Bond como um homem despedaçado emocionalmente e aborda a temática do declínio do poder e influência britânicos após a Segunda Guerra Mundial, especialmente a relação com os Estados Unidos.
You Only Live Twice foi a última obra de Fleming publicada durante sua vida. Foi um grande sucesso comercial, porém a crítica não foi muito entusiasmada, com muitos resenhistas criticando grandes seções que eles consideraram que eram na verdade diários de viagem. O romance foi serializado no jornal Daily Express ainda em 1964 e depois adaptado como tiras em quadrinhos no mesmo jornal entre 1965 e 1966. Foi adaptado para o cinema em 1967 como o quinto filme da série cinematográfica de James Bond, estrelado por Sean Connery. Também foi adaptado em 1990 como um rádio-drama com Michael Jayston como Bond.

## Enredo
O agente secreto britânico James Bond está em declínio pessoal e profissional desde o assassinato de sua esposa Tracy no dia de seu casamento. Ele está bebendo e jogando muito, cometendo erros e aparecendo atrasado para trabalhar. M, seu superior, planeja demiti-lo, porém decide lhe dar uma última chance de se redimir ao designá-lo para o ramo diplomático do Serviço de Secreto de Inteligência. Bond é renumerado como 7777 e recebe uma missão "impossível": convencer Tiger Tanaka, o chefe do serviço secreto do Japão, a compartilhar uma máquina decodificadora chamada Magic 44 para que assim o Reino Unido possa obter informações a partir de transmissões de rádio codificadas feitas pela União Soviética. Em troca, os britânicos vão permitir que os japoneses acessem uma de suas próprias fontes secretas de informação.
Bond conhece Tanaka e o estilo de vida japonês. Tanaka lhe conta que os japoneses já penetraram na fonte de informação britânica e que Bond não tem nada com que barganhar. Em vez disso, Tanaka pede para Bond matar o doutor Guntram Shatterhand, que opera um politicamente embaraçoso "Jardim da Morte" em um castelo reconstruído na ilha de Kyūshū; as pessoas visitam o local cheio de plantas venenosas para se matarem. Bond analisa fotos de Shatterhand e sua esposa e percebe que os dois são na verdade Ernst Stavro Blofeld e Irma Bunt, os assassinos de Tracy. Bond aceita a missão, mas mantém segredo sobre seu conhecimento da identidade de Blofeld para conseguir vingança. Ele é treinado por Tanaka com a ajuda de Kissy Suzuki, uma ex-atriz japonesa, passando a viver como um mineiro japonês mudo para tentar se infiltrar no castelo de Blofeld.
Ele se infiltra no jardim e descobre que Blofeld fica o tempo todo vestido como uma armadura samurai, porém é capturado e descoberto. Bond é quase executado, mas consegue estrangular e matar Blofeld em um surto de raiva, em seguida destruindo o castelo usando o gêiser de um vulcão. Ele consegue escapar, mas é ferido na cabeça e perde as suas memórias. Bond passa a viver como um pescador japonês junto com Kissy, com o resto do mundo acreditando que ele na verdade morreu, com seu obituário chegando a ser publicado nos jornais. A saúde de Bond acaba melhorando, porém Kissy esconde sua verdadeira identidade para que ele fique com ela. Kissy engravida de Bond e tem esperança que ele vai lhe pedir em casamento assim que ela encontrar o momento certo para lhe contar sobre a notícia. Entretanto, Bond lê pedaços de jornal e se fixa em uma referência a Vladivostok, levando a se perguntar se a cidade é importante para suas memórias perdidas. Bond conta a Kissy que precisa viajar para a União Soviética.

## Antecedentes e escrita

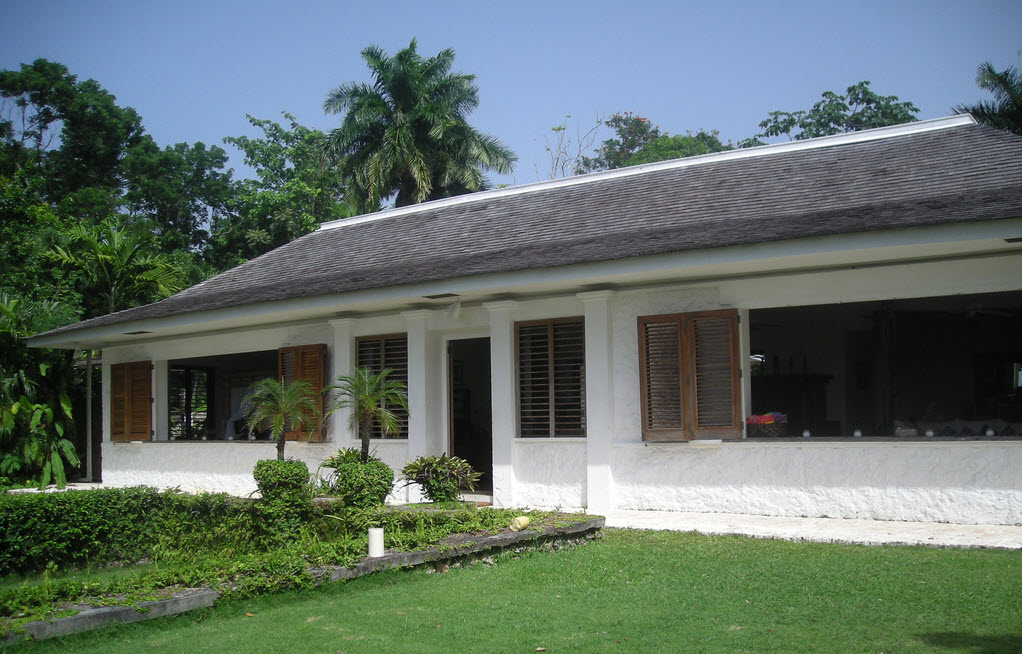
Goldeneye, onde Fleming escreveu todos os romances de James Bond

O autor britânico Ian Fleming já tinha em janeiro de 1963 publicado dez livros protagonizados por sua criação James Bond anualmente desde 1953, nove romances e uma coleção de contos. Um décimo primeiro livro, On Her Majesty's Secret Service, estava sendo editado e preparado para publicação, que aconteceu em abril de 1963. Fleming viajou para sua propriedade Goldeneye na Jamaica em janeiro de 1963 para escrever aquilo que se tornaria You Only Live Twice, o que ele fez durante dois meses. Ele seguiu sua prática de escrita usual, que ele detalhou em um artigo para a revista Books and Bookmen: "Eu escrevo por cerca de três horas pela manhã ... e faço outra hora de trabalho entre seis e sete da noite. Nunca corrijo nada ou volto atrás para ver o que escrevi ... Pela minha fórmula, você escreve duas 2 000 palavras por dia". Fleming escreveu no final de fevereiro para seu amigo e editor William Plomer dizendo "Eu completei Opus XII exceto por 2 ou três páginas e estou maravilhado que o milagre conseguiu se repetir". O autor escreveu para seu amigo Richard Hughes, o correspondente do Extremo Oriente do jornal The Sunday Times, quando estava próximo de terminar:
| “ | Estou trabalhando duro no último de Bond, mas a coisa fica cada vez mais difícil e mais chata e eu realmente não sei o que vou fazer com ele. Ele se transformou num incômodo pessoal – se não público. De qualquer forma, ele teve uma boa trajetória, o que é mais do que a maioria de nós pode dizer. Tudo parece ser muito trabalhoso. | ” |

O manuscrito original tinha 170 páginas e, de todos os trabalhos de Fleming, foi aquele que passou pelo menor número de revisões antes da publicação. O autor revisou o manuscrito depois de voltar para o Reino Unido enquanto estava em Kent. Essas revisões incluíram entrar em contato com o secretário do jornal The Times para pedir permissão de uso de seu cabeçalho acima do obituário ficcional de Bond; essa questão foi complicada pela presença do brasão real de armas do Reino Unido.
Fleming ambientou You Only Live Twice no Japão por causa de uma visita de três dias em 1959, parte de uma viagem ao redor do mundo para o The Sunday Times. Ele depois escreveu o livro de viagens Thrilling Cities em 1962 a partir dessas experiências. Fleming ficou encantado pelo país, levando-o a usar como locação. Ele visitou o Japão de novo em 1962, desta vez passando doze dias. O autor, assim como em sua primeira viagem, foi acompanhado por dois jornalistas: Hughes e Torao "Tiger" Saito.
You Only Live Twice foi o último livro que Fleming terminou antes de morrer e o último a ser publicado ainda durante sua vida; ele morreu cinco meses depois da publicação. A história é a última parte da chamada "Trilogia Blofeld", depois de Thunderball, em que a SPECTRE é apresentada, e On Her Majesty's Secret Service, que termina com Ernst Stavro Blofeld assassinando a esposa de Bond. O biógrafo Matthew Parker considera que o romance é sombrio e claustrofóbico, reflexo da melancolia de Fleming; o autor tinha recentemente recebido a notícia de que teria no máximo mais cinco anos de vida, consequência de um ataque cardíaco sofrido em abril de 1961.
Fleming deu poucas informações sobre datas dentro de suas obras, mas dois escritores identificaram linhas do tempo diferentes a partir de eventos e situações relatados dentro da série James Bond como um todo: John Griswold e Henry Chancellor, ambos os quais escreveram livros analisando as obras à pedido da Ian Fleming Publications. Chancellor colocou os eventos de You Only Live Twice entre 1962 e 1963, já Griswold foi mais preciso considerou que a história se passa entre abril de 1962 e abril de 1963. A história foi escrita depois do filme Dr. No ter estreado em 1962 e o personagem do cinema influenciou o desenvolvimento do personagem no livro. Fleming adicionou no Bond de You Only Live Twice elementos de humor oriundos da interpretação de Sean Connery no cinema, deixando o personagem com maneirismos mais descontraídos.

## Desenvolvimento

### Inspirações
O romance contém um obituário ficcional para Bond que proporcionaram os primeiros detalhes sobre o início de sua vida. Muitos dos traços eram do próprio Fleming. Estes incluíram a expulsão de Bond do Colégio Eton, semelhante a quando Fleming foi tirado de Eton por sua mãe. You Only Live Twice, assim como vários dos livros de Bond, usou nomes de pessoas e lugares do passado do autor. Monique Delacroix, mãe de Bond, foi nomeada em homenagem a duas mulheres do passado de Fleming: Monique Panchaud de Bottens, um suíça de Vich com quem ele brevemente ficou noivo no início da década de 1930, e Evelyn Fleming, sua mãe e cujo nome de solteira era Ste Croix Rose.
A tia de Bond foi nomeada como Charmian Bond; Charmian era o nome de uma prima de Fleming que se casou com seu irmão Richard. A irmã de Charmian era chamada de Pet, que foi combinada com o sobrenome de Panchaud de Bottens para formar Pett Bottom, o local onde Charmian vivia. Pett Bottom é o nome de um local real, algo que divertiu Fleming quando ele parou para almoçar depois de uma partida de golfe no Royal St George's Golf Club. O autor foi visitar o escritor Georges Simenon em Montreux na Suíça pouco depois de finalizar o livro; ele tentou também se encontrar com Panchaud de Bottens para lhe contar sobre seu papel no romance, mas ela não quis se encontrar com ele.
O nome de Blofeld vem de Tom Blofeld, um fazendeiro de Norfolk e um colega de Fleming no clube de cavalheiros Boodle's, também tendo sido seu contemporâneo em Eton. Para Guntram Shatterhand, o pseudônimo de Blofeld, Fleming usou Old Shatterhand, o nome de u café que tinha visto em Hamburgo em 1959. O café em si foi nomeado em homenagem a um antigo personagem de histórias de faroeste do autor alemão Karl May. Fleming inicialmente nomeou o personagem como Julius Shatterhand, mas depois o revisou para Guntram. A caracterização de Blofeld vestido como samurai foi tirada de um desenho feito pelo autor 35 anos antes para um personagem chamado Graf Schlick.
Grande parte do pano de fundo de You Only Live Twice, especialmente a descrição do Japão e da cultura japonesa, veio de duas viagens feitas por Fleming ao país, em 1959 e 1962. O analista literário LeRoy L. Panek afirmou que boa parte do romance é formado por descrições que ele considerou ser o trabalho de um "diário de viagens semi-erótico". Richard Hughes e Tiger Saito, os dois companheiros de Fleming nas viagens, tornaram-se as inspirações dos personagens Dikko Henderson e Tiger Tanaka. O autor descreveu Saito como "um homem robusto e reservado com reservas consideráveis de humor tranquilo e inteligência, e com uma personalidade contida mas um tanto tensa. Ele parecia um lutador – um daqueles senhores de guerra de filmes japoneses". Fleming, ao planejar a viagem de 1959, disse a Hughes:
| “ | Não haveria políticos, museus, templos, palácios imperiais ou peças de Noh, muito menos cerimônias do chá. Eu queria, eu disse, ver o Sr Somerset Maugham, que tinha acabado de chegar e estava recebendo uma recepção triunfal; visita à suprema academia de judô; assistir a uma luta de sumô; explorar Ginza; ter o banho japonês mais luxuoso; passar uma noite com gueixas; consultar um grande adivinho japonês; e fazer uma viagem de um dia para o interior. Eu também disse que queria comer grandes quantidades de peixe cru, pelo qual tenho uma fraqueza, e determinar se saquê é realmente alcóolico ou não. | ” |

Eles conseguiram fazer tudo, exceto o sumô. Masami, a atendente gueixa de Fleming na casa visitada, serviu de inspiração para a gueixa incluída no romance. O autor comentou sobre essa visita à casa de gueixas em Thrilling Cities: "A maioria dos estrangeiros não tem um compreendimento correto das gueixas. Elas não são prostitutas".

### Personagens
O protagonista é James Bond. Ele começa o romance em um estado perturbado, sendo descrito por M como "despedaçado" após a morte de sua esposa Tracy oito meses antes. Ele já visitou médicos, hipnotistas e terapeutas por estar tendo dificuldades para dormir e comer, mais bebendo em excesso. O historiador Jeremy Black destacou que este era um Bond muito diferente do personagem que perdeu Vesper Lynd no final de Casino Royale. M lhe dá uma última chance de redenção e a personalidade de Bond muda sob a influência de Henderson, Tanaka e Kissy Suzuki. Segundo o autor Raymond Benson, que depois escreveu vários romances de Bond, a consequência disso é que o personagem adquiri um senso de humor e um propósito de vida. O penúltimo capítulo de You Only Live Twice contém um obituário de Bond supostamente escrito por M para o The Times. Fleming usou essa oportunidade para revelar detalhes biográficos da vida de Bond, incluindo o nome e nacionalidade de seus pais e a educação do personagem.
O autor e crítico literário Kingsley Amis, que posteriormente escreveu um romance de Bond, considerou o personagem de Bond em You Only Live Twice como um herói byroniano, sendo "solitário, melancólico, de belo físico natural que foi de alguma forma devastado, de semblante igualmente belo e devastado, expressão sombria e taciturna, de uma aparência fria ou cínica, acima de tudo enigmático, de posse de um segredo sinistro". Também segundo Amis, Bond foi transformado ao final de You Only Live Twice e "adquiriu o item mais importante na composição do herói byroniano, uma tristeza secreta por uma mulher, agravada, como deveria ser, pela autocensura".
Blofeld faz sua terceira aparição na série neste romance e Benson comentou que desta vez ele está com um comportamento maluco e egocêntrico; Tanaka o chama de "nada menos que um demônio em forma humana", enquanto o crítico cultural Umberto Eco considerou que o personagem possui "uma mania assassina". O anglicista Christoph Lindner comentou que Fleming, por meio dos diálogos de Bond, faz um paralelo de Blofeld com Calígula, Nero e Adolf Hitler. Lindner também fala que os crimes cometidos pelo personagem não são contra indivíduos per se, mas contra nações inteiras, continentes ou "toda a própria espécie humana". Panek considerou que Blofeld era uma força em declínio quando comparado com sua aparição em Thunderball, sendo "uma figura de papel ... apesar dos discursos megalomaníacos".
Segundo Benson, Kissy é "uma heroína muito simpática" que se apaixona por Bond. Ela é a mãe do filho ainda não nascido de Bond ao final do livro e também atua como sua "tradutora cultural", lhe explicando as tradições e costumes locais; Quarrel desempenha a mesma função em Live and Let Die e Dr. No. Os historiadores culturais Janet Woollacott e Tony Bennett consideram a personagem como "a Bond girl ideal: natural, desafetada, totalmente desprovida de deferência, independente e autossuficiente, mas ainda assim carinhosa, amorosa, solícita para o bem-estar de Bond e disposta a atender a todas as suas necessidades sem fazer nenhuma exigência em troca".
Eco identificou Tanaka como um dos personagens de Fleming cuja moral se alinha mais com os vilões, mas que mesmo assim atua pelo lado do bem apoiando Bond; outros que se enquadram nesse tipo incluem Darko Kerim de From Russia, with Love, Enrico Colombo de "Risico" e Marc-Ange Draco de On Her Majesty's Secret Service. Similarmente, Panek considerou que Henderson "serve de inspiração para Bond" por conta do que enxerga como o "grande prazer pela vida — prazer pela comida, bebida e mulheres" do personagem. O anglicista Robert Druce encontrou similaridades entre Henderson, Draco e Darko, destacando que o apelido Dikko é parecido com seus nomes.

## Estilo
Boa parte de You Only Live Twice consiste em informações de pano de fundo sobre o Japão e sua cultura. Bond só vai ficar sob ameaça na história nas últimas trinta páginas, quando encontra Blofeld. O anglicista John Hatcher comentou que as mais de cem primeiras páginas "leem mais como um híbrido de diário de viagens/livro de sociologia do que um romance de Bond". Hatcher considerou que You Only Live Twice, sendo um romance escrito do ponto de vista ocidental para um público ocidental, "é uma antologia abrangente de tropos e estereótipos ocidentais sobre o Japão". Panek identificou como Fleming, assim como em suas outras obras, estrutura suas histórias a partir de episódios que são conectados pela narrativa. Panek destacou que a narrativa descritiva torna-se um enchimento nos livros mais fracos do autor; ele considerou You Only Live Twice como um dos piores exemplos do trabalho de Fleming e afirmou que "esse enchimento degenera-se em um diário de viagens incompetente".
Benson descreveu os primeiros dois terços do romance como tendo sido escritos em um estilo jornalístico elevado, mas considerou que a escrita se tornou alegórica e épica a partir do ponto que Bond começa a se preparar para batalhar Blofeld, usando o personagem de Bond como um símbolo do bem contra o mal representado por Blofeld. Benson enxergou um aumento no uso de imagens para reforçar essa abordagem, criando um efeito que descreveu como "horrível, onírico e surrealista".

## Temas
Boa parte do romance aborda a posição do Reino Unido em questões mundiais. Black destacou que o motivo da missão de Bond é que os Estados Unidos não querem compartilhar informações sobre o Oceano Pacífico, que eles consideram ser uma "reserva particular". Black também salientou que a deserção de quatro espiões para a União Soviética teve um grande impacto sobre a percepção britânica em círculos de inteligência estadunidenses. A última dessas deserções foi a de Kim Philby em janeiro de 1963, ao mesmo tempo que Fleming estava escrevendo You Only Live Twice. Black considerou que a conversa entre M e Bond permitiu que o autor discutisse o declínio britânico, com as deserções e o Caso Profumo como pano de fundo. Tanaka critica as fraquezas britânicas e Bond só consegue citar vencedores do Prêmio Nobel e a escalada do Everest como defesa. Bennet e Woollcott consideraram que um dos papéis de Bond nos romances "é provar que a elite anda existe no Reino Unido, ainda uma espinha dorsal do caráter inglês".
O tema do declínio da posição britânica no mundo aparece em várias conversas entre Bond e Tanaka; este fala em voz alta os próprios temores de Fleming sobre a situação do Reino Unido na década de 1950 e início da década de 1960. Tanaka acusa o Reino Unido de jogar fora seu império "com as duas mãos"; esta teria sido uma situação controversa para Fleming, pois o livro foi escrito logo depois do início do confronto Indonésia-Malásia, um desafio direto aos interesses britânicos na região. As opiniões cada vez mais biliosas de Fleming sobre os Estados Unidos também aparecem no romance, por meio das respostas de Bond aos comentários de Tanaka, e eles refletem o declínio do relacionamento entre os dois países. Isto é um contraste com o relacionamento cooperativo afetuoso entre Bond e o agente Felix Leiter da CIA em livros anteriores.
Um dos principais temas abordados em You Only Live Twice é aquele da morte e renascimento simbólicos. Isto é refletido no título do romance e em uma tentativa de Bond de escrever um haiku. A questão do renascimento é aquela de Bond, que se transforma de um beberrão com problemas emocionais e enlutado pela morte de sua esposa no começo da história para um homem de ação e, depois da morte de Blofeld e sua aparente morte, para Taro Todoroki, o parceiro japonês de Kissy. Druce comentou que "sob os cuidados de Kissy, Bond renasce simbolicamente, enquanto Kissy, sua tutora sibilina em língua japonesa, aprende a amar de novo".
O conceito de Bond como São Jorge contra o dragão fundamenta You Only Live Twice, assim como em vários romances de Bond. Tanaka explicitamente chama atenção para isso em dois momentos da história. Segundo Druce, isso é reforçado por Blofeld recrutar sua equipe da sociedade japonesa "Dragão Negro", que Fleming descreveu como um antiga sociedade secreta temida e poderosa. Druce também destacou um quimono que Blofeld usa ao falar com Bond, que tem um dragão bordado.

## Recepção

### Publicação
You Only Live Twice foi publicado no Reino Unido em 16 de março de 1964 pela editora Jonathan Cape em uma edição de capa dura como 256 páginas. Houve 62 mil compras na pré-venda, um aumento de 42 mil cópias sobre On Her Majesty's Secret Service. O artista Richard Chopping mais uma vez criou a arte de capa. Michael Howard da Jonathan Cape escreveu a Chopping em julho de 1963 para falar da arte, dizendo: "Se você conseguir colocar uma libélula rosa em cima de uma das flores, e talvez um olho epicântico olhando através delas, [Fleming] acha que isso seria esplêndido". Chopping procurou por um sapo nas margens do rio Colne, mas acabou pegando um emprestado da filha de um vizinho. Seu honorário foi de trezentos guinéus, um aumento em relação aos 250 que recebeu por The Spy Who Loved Me.
O romance foi publicado nos Estados Unidos em agosto de 1964 pela editora New American Library, com esta edição tendo 240 páginas. You Only Live Twice entrou na lista de mais vendidos do The New York Times, onde permaneceu por vinte semanas; foi o oitavo romance mais vendido nos Estados Unidos em 1964. Foi publicado no Brasil pela primeira vez em 1965 pela Editora Globo como A Morte no Japão. A editora Pan Books publicou no Reino Unido uma versão em brochura em julho de 1965, vendendo 309 mil cópias até o final do ano e 908 mil em 1966. Várias outras edições foram lançadas desde então, com o livro tendo sido traduzido para diversos outros idiomas.

### Crítica
O jornal The Times reclamou que "como um relato de viagem moderado a mediano, o que se segue servirá apenas ... a trama com seu sadismo concomitante não começa realmente até mais da metade do caminho". Anthony Berkeley do The Guardian achou que Fleming estava começando a se cansar de Bond e possivelmente de escrever suspenses; ele achou que apenas um quarto do romance poderia ser classificado como suspense e que seu proveito diminuiu ainda mais pelo que considerou "a grosseria dos modos de Bond e suas obscenidades de estudante colegial". Peter Duval Smith do Financial Times achou que a ambientação era muito boa e considerou que o autor "capturou a 'sensação' exata do Japão". Maggie Ross do The Listener ficou um pouco insatisfeita, escrevendo que o livro podia ser lido como um suspense e, quando o interesse do leitor diminuísse, este poderia se focar nos aspectos de diário de viagem. Ela também comentou que "já que quase nada de muito animado acontece até a segunda metade do livro, talvez seja melhor ignorar a coisa toda".Maurice Richardson do The Observer criticou vários aspectos, afirmando que a "narrativa é um pouco fraca, a ação muito adiada e decepcionante quando chega, mas o arredor das cores locais ... foi trabalhado com aquela combinação única de imaginação pubescente que é a especialista do Sr. Fleming".
Duval Smith achou que You Only Live Twice não era um sucesso e que o problema estava na representação de Bond, pois ele "não faz jus a um ser humano". Malcolm Muggeridge da Esquire escreveu que "Bond só consegue dormir com sua namorada japonesa com ajuda de pornografia em cores. Suas sessões de bebedeiras parecem de alguma forma desesperadas e os terrores são muito absurdos para horrorizarem ... é tudo uma confusão e dificilmente na tradição da ficção do Serviço Secreto. Talvez os primeiros romances sejam melhores. Se for o caso, nunca saberei, não tenho a intenção de lê-los". Robert Fulford da Maclean's comentou que a simplicidade moral de Bond era uma das chaves da popularidade da série, porém a mesma coisa que fazia os livros parecerem triviais. Charles Poore do The New York Times destacou que a missão de Bond "tem o objetivo de restaurar a posição pré-Segunda Guerra Mundial do Reino Unido dentre as potências do mundo. E sobre esse assunto, acima de todos os outros, os romances de Ian Fleming são infinita e amargamente eloquentes". Mary Castle do The Boston Globe achou que a viagem do personagem era "Escapismo à Grande Maneira".
Richardson achou que apesar de You Only Live Twice não ser um dos melhores romances de Bond, era ainda assim legível, enquanto o jornal Belfast Telegraph considerou que Fleming "ainda está em um nível próprio". Já a revista Bookman achou que o livro era um dos melhores da série. Cyril Connolly do The Sunday Times afirmou que o romance era "reacionário, sentimental, certinho, a imagem de Bond abre caminho entre as massas de classe média, um relaxamento para os grandes, um estímulo para os humildes, o único denominador comum entre Kennedy e Oswald". O The Times achou que "embora a imaginação do Sr. Fleming seja tão interessante como sempre, parte do antigo estalo parece ter sido perdido". Sobre o final da história, o jornal escreveu que o "Sr. Fleming nos manteria em suspense, mas neste ritmo até os seus admiradores mais devotados se libertarão em breve". A revista The Spectator achou que Fleming tinha apropriado em excesso o humor dos filmes e estava escrevendo um pastiche de suas obras anteriores.

## Adaptações
You Only Live Twice foi serializado no jornal Daily Express diariamente a partir de 2 de março de 1964. Foi adaptado como uma tira em quadrinhos diária no mesmo jornal de 18 de maio de 1965 até 8 de janeiro de 1966 e revendida mundialmente. Foi escrita por Henry Gammidge e ilustrada por John McLusky. Foi a última tira de Bond de Gammidge, já McClusky retornou na ilustração na década de 1980. A tira foi republicada pela editora Titan Books na coleção The James Bond Omnibus Vol. 2 de 2011.
O romance também foi serializado nas edições de abril, maio e junho de 1964 na revista Playboy, contendo também ilustrações de Daniel Schwartz. O conto "Blast from the Past" foi publicado na edição de janeiro de 1997 da Playboy. Essa história foi escrita por Raymond Benson e mostra o assassinato de James Suzuki, o filho de Bond com Kissy. Bond descobre que seu filho foi morto por Irma Bunt como vingança pela morte de Blofeld. Ele consegue rastreá-la e então matá-la.
You Only Live Twice foi adaptado em 1967 como o quinto filme da série cinematográfica de James Bond produzida pela Eon Productions. Foi estrelado por Sean Connery como Bond e escrito por Roald Dahl, um amigo de Fleming. Apenas alguns elementos do romance e personagens de Fleming sobreviveram, com o filme se focando bastante nos dispositivos de Bond. A edição de junho de 1967 da Playboy tem a matéria "007's Oriental Eyefuls". Este foi um pictórico de seis páginas com várias das mulheres do filme, incluindo Mie Hama (intérprete de Kissy) e Akiko Wakabayashi (intérprete de Aki), bem como alguns dos figurantes. O texto do artigo também foi escrito por Dahl.
O romance foi adaptado em 1990 como um rádio-drama de noventa minutos para a BBC Radio 4, tendo Michael Jayston como Bond. Elementos de You Only Live Twice foram usados em No Time to Die de 2021, o vigésimo quinto filme de Bond e o quinto e último estrelado por Daniel Craig. O longa inclui Bond lamentando a perda de um interesse romântico e depois procurando vingança ao estrangular o vilão, também destruindo seu "jardim da morte" em uma ilha particular perto do Japão.

### Citações
1. ↑  Benson 1988, p. 134.
2. 1 2 3  Fleming 1965.
3. 1 2   «The Books». Ian Fleming Publications. Consultado em 30 de novembro de 2024. Arquivado do original em 10 de agosto de 2015
4. 1 2 3 4 5 6 7  Benson 1988, p. 24.
5. 1 2  Parker 2014, p. 294.
6. ↑  Faulks 2009, p. 320.
7. ↑  Fleming 2015, p. 346.
8. ↑  Pearson 1967, p. 402.
9. 1 2  Lycett 1996, pp. 420–421.
10. 1 2 3  Black 2005, p. 60.
11. 1 2 3 4  Chancellor 2005, pp. 222–223.
12. 1 2 3 4  Benson 1988, p. 136.
13. ↑   «Obituary: Mr. Ian Fleming». The Times. Londres. 13 de agosto de 1964. p. 12
14. 1 2 3  Chancellor 2005, p. 222.
15. 1 2 3  Black 2005, p. 61.
16. ↑  Griswold 2006, p. 11.
17. ↑  Chancellor 2005.
18. ↑  Chancellor 2005, p. 75.
19. ↑  Macintyre 2008, p. 205.
20. ↑  Chancellor 2005, p. 58.
21. ↑  Macintyre 2008, p. 33.
22. ↑   «Affairs of the Heart». Ian Fleming Publications. Consultado em 9 de maio de 2025
23. 1 2 3 4  Chancellor 2005, p. 113.
24. ↑   Marti, Michael; Wälty, Peter (7 de outubro de 2012). «Und das ist die Mama von James Bond». Der Spiegel. Consultado em 9 de maio de 2025
25. ↑  Chancellor 2005, p. 117.
26. ↑  Thomas 2020, pp. 111–112.
27. ↑  Dresner 2016, p. 628.
28. 1 2 3  Panek 1981, p. 204.
29. ↑  Hatcher 2007, p. 225.
30. ↑  Hatcher 2007, p. 222.
31. ↑  Hatcher 2007, pp. 222, 225–226.
32. ↑  Fleming 1964, pp. 60–61.
33. 1 2 3  Benson 1988, p. 138.
34. 1 2 3  Benson 1988, p. 137.
35. ↑  Fleming 1965, p. 25.
36. ↑  Benson 1988, pp. 138–139.
37. ↑  Amis 1966, p. 36.
38. ↑  Amis 1966, p. 42.
39. ↑  Benson 1988, p. 139.
40. ↑  Fleming 1965, p. 61.
41. ↑  Eco 2009, p. 42.
42. ↑  Lindner 2009, p. 79.
43. ↑  Panek 1981, p. 213.
44. ↑  Halloran 2005, p. 168.
45. ↑  Bennett & Woollacott 1987, p. 124.
46. ↑  Eco 2009, p. 39.
47. ↑  Panek 1981, p. 217.
48. 1 2  Druce 1992, p. 156.
49. 1 2  Hatcher 2007, pp. 227–228.
50. ↑  Hatcher 2007, p. 228.
51. 1 2  Panek 1981, p. 212.
52. ↑   Clive, Nigel (2017). «Philby, Harold Adrian Russell (Kim) (1912–1988)». Oxford Dictionary of National Biography. Oxford University Press. doi:10.1093/ref:odnb/40699. Consultado em 10 de maio de 2025. (pede subscrição (ajuda))
53. ↑  Biddulph 2009, p. 132.
54. ↑  Bennett & Woollacott 1987, pp. 124–125.
55. ↑  Macintyre 2008, p. 113.
56. ↑  Chancellor 2005, pp. 200–201.
57. 1 2  Black 2005, p. 62.
58. ↑  Macintyre 2008, p. 187.
59. ↑  Druce 1992, p. 175.
60. ↑  Druce 1992, p. 176.
61. ↑  Bennett & Woollacott 1987, p. 256.
62. ↑  Ladenson 2003, p. 230.
63. ↑  Benson 1988, pp. 129, 231.
64. ↑  Sternberg 1983, pp. 174–175.
65. ↑  Panek 1981, p. 214.
66. ↑  Fleming 1965, p. 78.
67. ↑  Druce 1992, p. 155.
68. ↑  Fleming 1965, p. 65.
69. ↑  Fleming 1965, p. 172.
70. 1 2 3 4  Benson 1988, p. 26.
71. 1 2   Fleming, Ian (2 de março de 1964). «James Bond: You Only Live Twice». Daily Express. Londres. p. 6
72. 1 2 3   «New Fiction». The Times. Londres. 19 de março de 1964. p. 16
73. ↑  Lycett 1996, p. 437.
74. ↑  Lycett 1996, p. 419.
75. ↑  Turner 2016, 3687.
76. ↑  Turner 2016, 3690.
77. ↑  Lycett 1996, p. 426.
78. ↑  Besly 1997, p. 25.
79. ↑  Lycett 1996, p. 390.
80. 1 2   Poore, Charles (22 de agosto de 1964). «Books of the Times». The New York Times. Nova Iorque. p. 19
81. ↑  Hines 2018, p. 37.
82. ↑   «You Only Live Twice». James Bond Brasil. Consultado em 10 de maio de 2025
83. ↑  Bennett & Woollacott 2009, p. 17.
84. ↑  Gilbert 2012, p. 363.
85. ↑   «You Only Live Twice». WorldCat. Consultado em 10 de maio de 2025
86. ↑   Berkeley, Anthony (17 de abril de 1964). «Criminal Records». The Guardian. Londres. p. 8
87. 1 2   Duval Smith, Peter (26 de março de 1964). «Could Do Better». Financial Times. Londres. p. 28
88. ↑   Ross, Maggie (26 de março de 1964). «New Novels». The Listener. Londres. p. 529
89. 1 2   Richardson, Maurice (15 de março de 1964). «Bondo-san and Tiger Tanaka». The Observer. Londres. p. 27
90. 1 2 3 4  Chancellor 2005, p. 223.
91. ↑   Castle, Mary (6 de setembro de 1964). «Thrills and Chills Dept». The Boston Globe. Boston. p. 43
92. ↑  Fleming, Gammidge & McLusky 1988, p. 6.
93. ↑  McLusky et al. 2011, p. 76.
94. ↑  Lindner 2009, p. 92.
95. ↑  Hines 2018, pp. 37, 55.
96. ↑  Hines 2018, p. 185.
97. ↑  Barnes & Hearn 2001, p. 81.
98. ↑   Collin, Robbie (19 de fevereiro de 2021). «'Sean Connery? He never stood anyone a round': Roald Dahl's love-hate relationship with Hollywood». The Daily Telegraph. Consultado em 11 de maio de 2025
99. ↑  Barnes & Hearn 2001, p. 72.
100. ↑  Hines 2018, p. 56.
101. ↑  Rubin 2003, p. 8.
102. ↑  Hines 2018, p. 168.
103. ↑   «James Bond - You Only Live Twice». BBC. Consultado em 11 de maio de 2025
104. ↑   Schilling, Dave (11 de outubro de 2021). «No Time to Die ends Daniel Craig's Bond run with an act of fate». Polygon. Consultado em 11 de maio de 2025
105. ↑   Crow, David (6 de dezembro de 2021). «No Time to Die Is the Best You Only Live Twice Adaptation». Den of Geek. Consultado em 11 de maio de 2025
106. ↑   Hegarty, Tasha (12 de dezembro de 2021). «Why No Time to Die linked back to classic James Bond movie». Digital Spy. Consultado em 11 de maio de 2025